# Ctenosia nephelistis
Ctenosia nephelistis là một loài bướm đêm thuộc phân họ Arctiinae, họ Erebidae.